# Triftwanderweg Elmstein
Der Triftwanderweg Elmstein ist ein Lehrpfad in Form von Infotafeln, der vom früheren Förster Otto Feyock ins Leben gerufen wurde. Die Touristinformation der Gemeinde Elmstein bietet geführte Wanderungen an.

## Historischer Hintergrund
Die Trift war früher im Elmsteiner Tal der wichtigste Wirtschaftszweig. Sie wurde bereits im Mittelalter praktiziert. Das Triftsystem erstreckte sich entlang des Speyerbachs und seiner Nebenflüsse, vor allem des Großen Legelbachs, an letzterem orientiert sich der Verlauf des Wanderwegs.

## Verlauf
Es handelt sich um einen Rundwanderweg mit zwei Varianten. Die „große Runde“ umfasst 12 Kilometer, die „kleine Runde“ 8,4 Kilometer, die eine Anpassung an die Kondition der Wanderer darstellen sollen. Er wird von mehreren Infotafeln begleitet. Der Pfad kann zusätzlich als eine Art „Audiotour“ bestriiten werden, bei der „Triftknecht Johann“ Einblicke in das Leben eines Triftarbeiters vor 200 Jahren gewährt.